# 超可動女孩1/6
《超可動女孩1/6》是ÖYSTER創作的日本漫畫作品，雙葉社出版，於漫畫雜誌《Comic High!》開始連載，《Comic High!》休刊後轉至《月刊Action》連載。2018年9月12日正式宣佈推出電視動畫作品，2019年4月6日開播。

## 故事簡介
對三次元（現實）的女性毫無興趣的硬派阿宅，房伊田春人。某一日，他買到了最愛的動畫女主角·諾娜的美少女手辦，但原本應該是手辦的諾娜卻突然動了起來！
一人與一機（？）喧鬧的夫婦般生活開始了！

## 登場角色
房伊田春人（聲：羽多野涉）
御宅族，小時候喜歡動漫及電玩，甚至想要搬到那個「世界」居住，在大學時，喜歡上動畫《少女→行星探測 S.E.T.I-GIRL No.9》諾娜，並想像與諾娜結婚，而在結婚證書上寫下自己與諾娜的名字。
諾娜（聲：木下鈴奈）
正式名稱是「S.E.T.I-GIRL No.9」「少女型行星探測機九號」。金髮且身穿比堅尼一樣的衣服，手足和頭擁有像機械人一樣的裝甲。
動畫《少女→行星探測 S.E.T.I-GIRL No.9》的女主角，購買後在高級公寓覺醒，擁有動畫的記憶。
在戰鬥時可以啟動緊急操作「D-P系統」（通常稱為「闇諾娜」），會轉換為近戰格式，手臂和腿部會配上黑色輕型裝甲。外觀也變成黑髮，但記憶不會存在諾娜中。
奧茲瑪（聲：森川智之）
地球機器人奧茲瑪，專門支援諾娜的機器人，擁有多項功能，更有者「奧茲瑪博士」稱號。
房伊田美琴（聲：松田利冴）
春人的妹妹，有者對未知事物的「好奇心」，因此弄壞許多玩具，被春人封為（玩具破壞者），諾娜的天線也一度也遭到破壞。
冠成次郎（聲：河西健吾）
春人的好友。
龍田川神代（聲：井澤佳之實）
製造模型的設計師。
蓓兒諾雅（聲：千本木彩花）
RPG遊戲《DRACULIUS SAGA IV》的女勇者。曾將春人拖進自己的世界冒險。
楔（聲：德井青空）
動畫《喬治的不可思議大冒險》的吉祥物女主角。
天乃原昴（聲：市道真央）
第四個會動的模型，2D格鬥遊戲《STRIKING FIST III》角色。
鈴藤（聲：深町未紗）
第五個會動的模型，2D格鬥遊戲《STRIKING FIST》系列中的人氣角色。
比等間琉羽（聲：篠原侑）
第六個會動的模型，10式戰車。

## 出版書籍
| 集數          | 雙葉社        | 雙葉社                 | 長鴻出版社     | 長鴻出版社             |
| 集數          | 發售日期      | ISBN                   | 發售日期       | ISBN                   |
| 超可動女孩1/6 | 超可動女孩1/6 | 超可動女孩1/6          | 超可動女孩1/6  | 超可動女孩1/6          |
| ------------- | ------------- | ---------------------- | -------------- | ---------------------- |
| 1             | 2013年5月10日 | ISBN 978-4-575-84228-9 | 2014年12月27日 | ISBN 978-957-516-592-5 |
| 2             | 2014年4月10日 | ISBN 978-4-575-84384-2 | 2015年7月8日   | ISBN 978-957-516-746-2 |
| 3             | 2015年2月10日 | ISBN 978-4-575-84573-0 | 2019年6月28日  | ISBN 978-986-504-189-2 |
| 4             | 2016年1月12日 | ISBN 978-4-575-84743-7 |                |                        |
| 超可動女孩    |               |                        |                |                        |
| 1             | 2018年9月12日 | ISBN 978-4-575-85206-6 |                |                        |
| 2             | 2019年3月12日 | ISBN 978-4-575-85278-3 |                |                        |

## 電視動畫
改編電視動畫由studio A-CAT製作，自2019年4月開始於東京都會電視台上播出。

### 主題曲
片頭曲
作詞：，作曲：James Panda Jr.，編曲：前口涉，主唱：A應P
片尾曲「ONE」
作詞、主唱：東城陽奏，作曲、編曲：千葉"naotyu-"直樹

### 各話列表
| 話數   | 日文標題 | 中文標題                                 | 劇本               | 分鏡       | 演出               | 作畫監督           | 總作畫監督 |
| ------ | -------- | ---------------------------------------- | ------------------ | ---------- | ------------------ | ------------------ | ---------- |
| 第1話  |          | 你是超可動女孩                           | 日暮茶坊           | 元永慶太郎 | 矢部隆             | 谷口義明、森口弘之 | 山名秀和   |
| 第2話  |          | 地球機器人・奧茲瑪                       | 日暮茶坊           | 飯田崇     | 矢部隆             | 谷口義明、森口弘之 | 山名秀和   |
| 第3話  |          | 今天知道的事明天就會被推翻兩個人的聖誕節 | 日暮茶坊           | 飯島正勝   | 長濱亘彦           | 藤田正幸           | 不適用     |
| 第4話  |          | 勇者蓓兒諾雅                             | 日暮茶坊           | 久原謙一   | 廣瀬秀樹           | 梶浦紳一郎         | 山名秀和   |
| 第5話  |          | DRACULIUS SAGA                           | 日暮茶坊           | 東海林真一 | 長濱亘彦           | 服部益實           | 松尾真彥   |
| 第6話  |          | 就算愛上了 就算愛上了                    | 日暮茶坊           | 東海林真一 | 長濱亘彦           | 藤田正幸           | 松尾真彥   |
| 第7話  |          | 要讓保密成為秘密                         | 惠村真央           | 飯田崇     | 下司康弘、長濱亘彦 | 服部益實           | 松尾真彥   |
| 第8話  |          | 反擊拳                                   | 惠村真央           | 飯島正勝   | 下司康弘、長濱亘彦 | 服部益實           | 松尾真彥   |
| 第9話  |          | 死了都要愛 謊言也要愛                    | 惠村真央           | 久原謙一   | 藏本穗高           | 藤田正幸           | 松尾真彥   |
| 第10話 |          | 與figure一起到溫泉旅館住宿               | 日暮茶坊、惠村真央 | 飯田崇     | 藏本穗高           | 藤田正幸           | 松尾真彥   |
| 第11話 |          | 星球探測機（太空人）之歌                 | 日暮茶坊           | 東海林真一 | 長濱亘彥           | 園田高明           | 松尾真彥   |
| 第12話 |          | 讓我看看你的宇宙                         | 日暮茶坊           | 東海林真一 | 長濱亘彥           | 藤田正幸           | 松尾真彥   |

## 外部連結
- 漫畫官網（日語）
- 電視動畫《超可動女孩1/6》官網 （页面存档备份，存于）（日語）
- 電視動畫《超可動女孩1/6》官方的X（前Twitter）[]（日語）